# Мелисса (герб)
Мелисса (пол. Melisa) — польский дворянский герб.

## Описание
В голубом поле, пересеченном белой перевязью, обременённой чёрной буйволовой головой между двух летящих золотых пчел, шесть серебряных шестиугольных звезд, по три звезды с каждой стороны. Щит обведен золотой каймой, прикреплённой железными гвоздиками.
Щит увенчан дворянскими шлемом и короной. Нашлемник: три страусовых пера.

## Герб используют
Карл Глотц , г. Мелисса, жалован дипломом на потомственное дворянское достоинство Царства Польского